# Девојка у зумбул плавом
Девојка у зумбул плавом (енгл. Girl in Hyacinth Blue) је роман америчке књижевнице Сузан Вриланд објављен 1999. године и говори о замишљеној Вермеровој слици.

## Радња
Прича почиње у садашње време када професор позове свог колегу у кућу да би му показао слику коју је деценијама чувао у тајности. Професор тврди да је у питању слика Вермера. Поставља се питање зашто је власник слике толико дуго крио ово значајно дело. Разлози почињу да се откривају кроз низ догађаја у којима пратимо власнике ове слике уназад до Другог светског рата и Амстердама, и још даље, све до тренутка инспирације великог мајстора. 
Слика током година пролази кроз руке различитих власника, и оно што је дуго скривано полако излази на површину, осветљавајући важне тренутке у различитим животима. 

## Награде
- Роман Девојка у зумбул плавом је прославио ауторку и донео јој награду „Вилијам Фокнер“, награду магазина „Foreword“, награду „Independent Publishers Magazine“ и низ других номинација.[3]
- Роман године по избору листова: Publishers Weekly, Christian Science Monitor, San Francisco Chronicle.[2]